# Piritoo (affresco)
Piritoo è un affresco rinvenuto nella casa di Gavio Rufo a Pompei e custodito all'interno del Museo archeologico nazionale di Napoli.

## Storia
Realizzato tra il 45 e il 79, l'affresco era il pannello centrale della parete ovest dell'esedra della casa di Gavio Rufo: insieme ad altre opere presenti nello stesso ambiente, Stibadio dionisiaco e Teseo liberatore, con cui condivideva anche il tema dell'uccisione di mostri, venne rimosso dalla sua collocazione originale nel 1867 durante le indagini archeologiche che riguardarono l'abitazione, per essere conservato al Museo archeologico nazionale di Napoli.

## Descrizione
L'affresco, in quarto stile, raffigura la scena delle nozze tra Ippodamia e Piritoo, in una composizione alquanto singolare, non attestata in altri contesti.
Il re è raffigurato al centro della scena, vestito con un mantello rosso e verde, una benda nei capelli e nella mano sinistra uno scettro; accanto a lui, sulla destra, è il capo dei Centauri, che reca nella mano sinistra un bastone e con quella destra bacia la stessa mano al re: ai suoi piedi è un cesto ripieno di frutti, dono nunziale. Sull'estrema destra è un gruppo di Centauri, dalla carnagione scura, che attende sotto la porta per entrare nel palazzo dove si svolge la scena. All'estrema sinistra è invece Ippodamia, vestita con abito nunziale, in atteggiamento vigile, che tiene per mano una giovane ancella alla sua sinistra.
Sullo sfondo, semplice, in modo tale da concentrare l'attenzione dello spettatore sulla scena principale, sono disegnati elementi architettonici, tra cui un atrio colonnato, dove si scorge, così come dalla porta, un pezzo di cielo azzurro, e una colonna, che divide la rappresentazione esattamente a metà.